# 收藏家

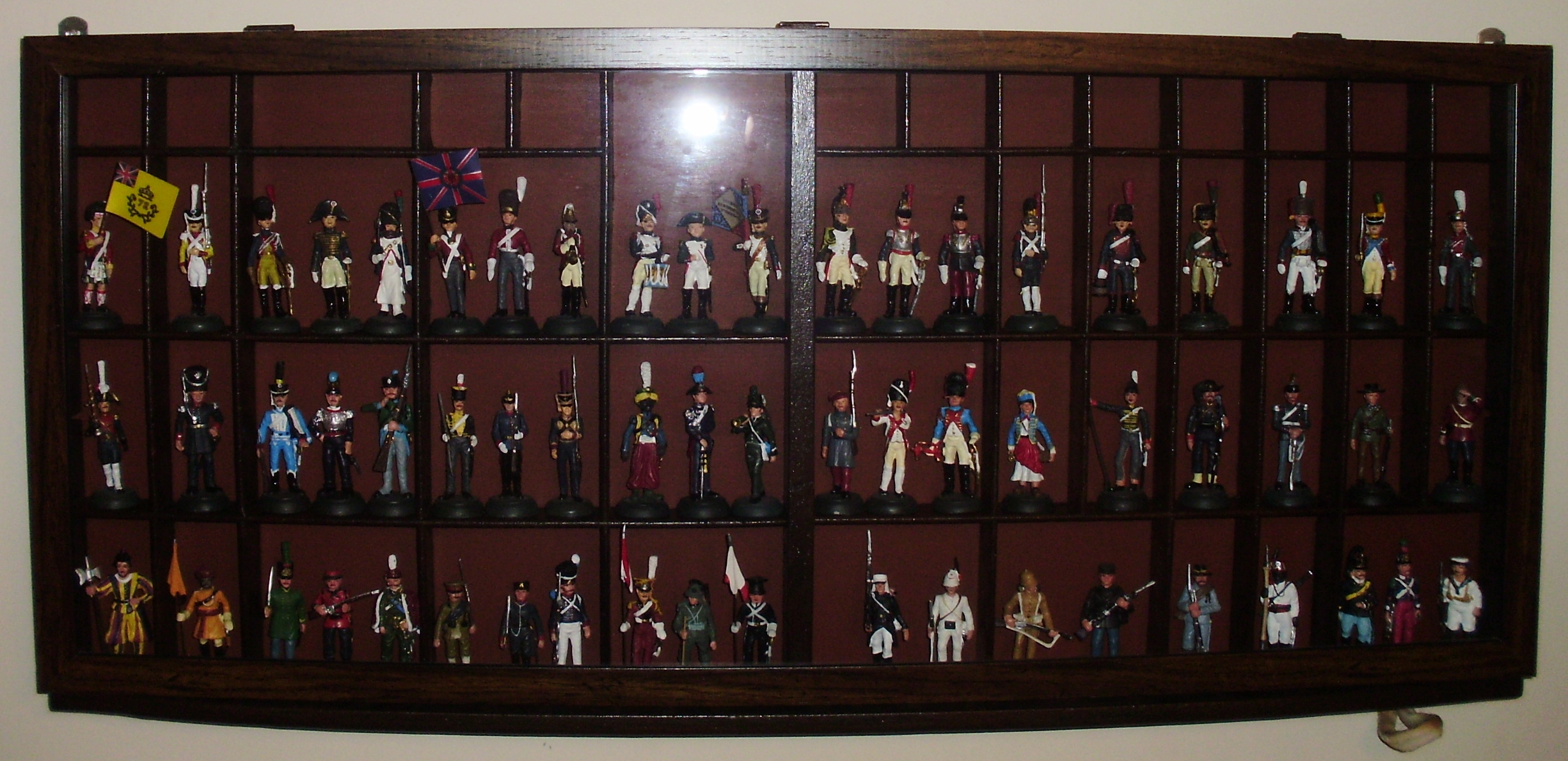
公仔收藏家的收藏櫃

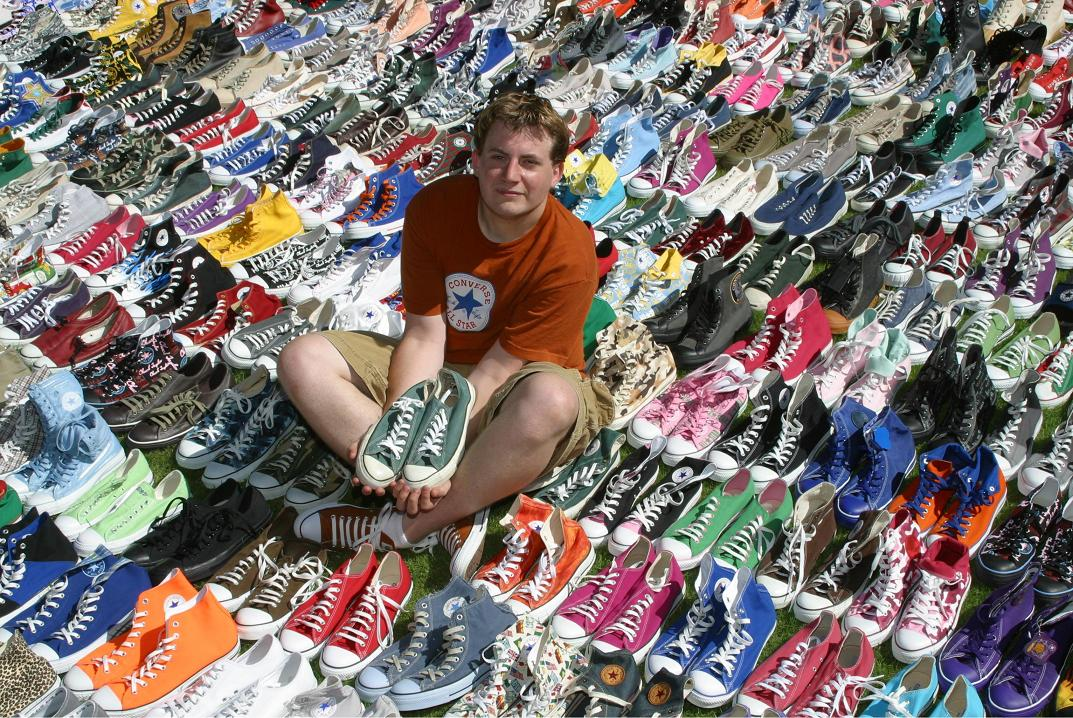
一名鞋類品牌匡威的收藏家開箱了自己的收藏。

收藏家，是從事收藏某些特定物品的愛好者，他喜愛或者習慣擁有其喜愛的項目，例如集郵、剪報、明星相片、名廠跑車、私人飛機、鐘錶、垃圾債券、玩偶、ACG相關產品等。

## 收藏之目的
- 投資增值：例如藝術品、名畫、古董等。
- 個人喜好
- 考古，分為機構收藏家和個人收藏家。前者如博物館、圖書館、學院。
- 参考資料，例如作家與舊報紙（剪報）、雜誌、地圖等。
- 社會地位象徵，例如奢侈品、皮草、鑽石。

## 知名收藏家

### 中国大陆
乾隆皇帝
董其昌
安国
安岐
项元汴
童今吾
丁惠康
王刚

#### 香港
仇炎之
趙從衍

### 臺灣
曹興誠(已入籍新加坡)

### 美国
亨利·克雷·弗里克
愛德華·哈克尼斯
佩姬·古根漢
约翰·皮尔庞特·摩根
保羅·梅倫
納爾遜·洛克菲勒
保羅·蓋提
德琵·雷諾
菲力普·強生

### 英国
漢斯·斯隆
萨拉·索菲亚·班克斯
威廉·乔治·斯特林
納賽爾·哈利利
安德魯·洛伊·韋伯

### 法國
安德烈·布勒東
玛丽-洛尔·德·诺阿耶
埃利·羅斯柴爾德
塞西爾·羅斯柴爾德
埃里克·羅斯柴爾德
皮埃爾·羅森堡
米歇爾·大衛-威爾
弗朗索瓦·皮諾

### 義大利
喬瓦尼·阿涅利

### 日本
木村蒹葭堂
黑澤隆朝
松方幸次郎
石橋正二郎
戶栗亨長
松岡清次郎
安宅英一

### 瑞士
乔治·奥尔蒂斯